# Gägelow
Gägelow er en kommune i Landkreis Nordwestmecklenburg i delstaten Mecklenburg-Vorpommern i Tyskland. Siden 1. april 2005 har kommunen været administreret af Amt Grevesmühlen-Land der har administration i byen Grevesmühlen. Kommunen har 2.555 indbyggere (2021),  og er en del af Metropolregion Hamburg.

## Geografi
Gägelow ligger i let kuperet terræn, der skråner ned til Wismar Bugt direkte på Hansestaden Wismars sydvestlige bygrænse. Afstanden til Eggers Wiek badestrande er kun få kilometer.
Gägelow er omgivet af nabokommunerne Hohenkirchen og Zierow i nord, Wismar i nordøst, Barnekow i øst, Bobitz i syd, Upahl i sydvest og Grevesmühlen i vest.
Gägelow omfatter bebyggelserne Gressow, Jamel, Neu Weitendorf, Proseken, Sternkrug, Stofferstorf, Voßkuhl, Weitendorf og Wolde.